# 7289 Kamegamori
7289 Kamegamori este un asteroid din centura principală de asteroizi.

## Descriere
7289 Kamegamori este un asteroid din centura principală de asteroizi. A fost descoperit pe 5 mai 1991 la Geisei de Tsutomu Seki. El prezintă o orbită caracterizată de o semiaxă mare de 2,32 ua, o excentricitate de 0,13 și o înclinație de 8,4° în raport cu ecliptica.